# جائزة نيوزيلندا الكبرى 1958
جائزة نيوزيلندا الكبرى 1958 هو سباق فورمولا 1 أقيم بتاريخ 11 يناير 1958 في أوكلاند، نيوزيلندا. حلّ الأسترالي جاك برابهام أولاً.